# Македонско съзнание
„Македонско съзнание“ с подзаглавие Орган на македонската свобода и интереси. Излиза всяка втора седмица е български вестник, орган на Македонската федеративна организация, излизал във Виена от 15 декември 1923 до 1 ноември 1926 година.
| Годишнина | Броеве | Дата                                 |
| --------- | ------ | ------------------------------------ |
| I         | 1 – 15 | 15 декември 1923 – 15 септември 1924 |
| II        | 1 – 13 | 15 януари 1925 – 22 декември 1925    |
| III       | 1 – 24 | 5 януари 1926 – 1 декември 1926      |

От II подзаглавието е Орган на Македонската федеративна организация. От 9 брой на II годишнина е седмичник.
Вестникът е създаден от група федералисти около Филип Атанасов и Тодор Паница, емигрирали във Виена след разгрома на организацията в България. Редактор е Кочо Хаджириндов заедно с Константин Терзиев и Георги Карамитрев. Критикува правителството на Демократическия сговор, както и ВМРО и смята, че федерална Македония е най-доброто решение на Македонския въпрос.
Менча Кърничева, тогава живееща във Виена при приятелката си Магдалена Измирлиева – сестра на Екатерина Паница (жената на Тодор Паница) и годеница на Борис Бумбаров, и чрез нея влязла в тази среда, пише за финансирането на вестника: „Болшевиките даваха пари за вестник „Македонско съзнание“. Магдалена, която беше назначена за касиерка на „федеративната организация“ във Виена, получаваше парите за вестника и подписваше разписки. Месечно се отпускаха 22 000 000 австрийски крони. На 13 февруари с. г. в гостилницата дето се хранехме, на ъгъла между улиците «Kaiserstrasse» и «Seidengasse», в мое присъствие ѝ донесе 22 милиона крони Кълев, анархокомунист, роднина на Влахов и негов човек. Втори път такава сума ѝ бе донесена в квартирата на «Seidengasse» 32. Сумите Магдалена от своя страна предаваше на Кочо Х[аджи]риндов, редактор на вестника. Магдалена получаваше като заплата 2 милиона крони месечно, X[аджи]риндов – 5 милиона, студента Атанас Миладинов – 3 милиона, Григор Костов – 3 милиона“.
Вестникът води полемика с ВМРО, а след създаването на ВМРО (обединена) се обявява и против членовете ѝ като „агенти на Третия интернационал“. Във вестника излизат македонистични материали и статии на македонски диалекти.
Скоро печатането на вестника се прехвърля от Виена в Белград и се спонсорира от Кралството на сърби, хървати и словенци. Малко по-късно федералистите се оттеглят от редколегията и вестникът попади изцяло под правителствено влияние, като се обявява за включване на цяла Македония в СХС Кралство. В последната година на съществуването си вестникът отново застава на автономистки позиции.